# مغیان (جماعت)
ماغیان جماعت و شهرکی در شمال غربی تاجیکستان است که در ناحیهٔ پنجکنت ولایت سغد قرار دارد. جمعیت این جماعت ۱۵٬۲۷۱ نفر است.